# Match des champions (basket-ball)
Pour les articles homonymes, voir Match des champions.
Depuis 2005, le Match des champions oppose le champion de France au vainqueur de la Coupe de France de la saison précédente. Dans le cas où un club a réalisé le doublé Championnat-Coupe, il est opposé au finaliste de la Coupe de France. Entre 2005 et 2008, le match est programmé lors de la première journée de Championnat Pro A. Depuis, il n'est plus intégré à la saison régulière et se déroule donc avant le coup d'envoi du championnat ce qui semble détourner certaines équipes de l'enjeu, le Match des champions leur paraissant comme un simple match amical. Le vainqueur est récompensé par un trophée en forme de bouclier.

## Palmarès
| Année | Vainqueur (nombre de titres si supérieur à 1) | Finaliste             | Score   | Lieu                                 |
| ----- | --------------------------------------------- | --------------------- | ------- | ------------------------------------ |
| 2005  | BCM Gravelines Dunkerque                      | Strasbourg IG         | 88-71   | Gravelines, Sportica                 |
| 2006  | JDA Dijon                                     | Le Mans SB            | 70-69   | Le Mans, Antarès                     |
| 2007  | EB Pau-Orthez                                 | Chorale Roanne        | 79-74   | Pau, Palais des sports de Pau        |
| 2008  | SLUC Nancy                                    | ASVEL                 | 76-73   | Nancy, Palais des sports Jean-Weille |
| 2009  | ASVEL                                         | Le Mans SB            | 76-54   | Angers, Stade Jean-Bouin             |
| 2010  | Cholet Basket                                 | Entente orléanaise 45 | 85-79ap | Cholet, La Meilleraie                |
| 2011  | SLUC Nancy (2)                                | ES chalonnais         | 89-83   | Nancy, Palais des sports Jean-Weille |
| 2012  | CSP Limoges                                   | ES chalonnais         | 78-76   | Paris, Palais des congrès de Paris   |
| 2013  | Paris-Levallois Basket                        | JSF Nanterre          | 81-72   | Mouilleron-le-Captif, Vendéspace     |
| 2014  | JSF Nanterre                                  | CSP Limoges           | 70-54   | Rouen, Kindarena                     |
| 2015  | Strasbourg IG                                 | CSP Limoges           | 86-59   | Villeurbanne, Astroballe             |
| 2016  | ASVEL (2)                                     | Le Mans SB            | 75-71   | Mouilleron-le-Captif, Vendéspace     |
| 2017  | Nanterre 92 (2)                               | ES chalonnais         | 95-69   | Mouilleron-le-Captif, Vendéspace     |